# AaB Ishockey
La sezione hockeistica dell'Aalborg Boldspilklub, l'AaB Ishockey, attualmente milita nella serie maggiore del campionato danese di hockey su ghiaccio (Oddset Ligaen). La prima apparizione di una squadra di hockey dell'Aalborg Boldspilklub risale al 1967, che militò per diversi anni nel campionato danese, vincendolo nel 1981. Nel 1997 la squadra si fuse con una selezione cittadina minore, l'IK Aalborg, e fino al 2007 fu nota con il nome di "Aalborg Ishockey Klub". A causa delle difficoltà finanziarie del club, la licenza professionistica fu infine acquisita dall'Aalborg Boldspilklub.